# Luise Wolfram

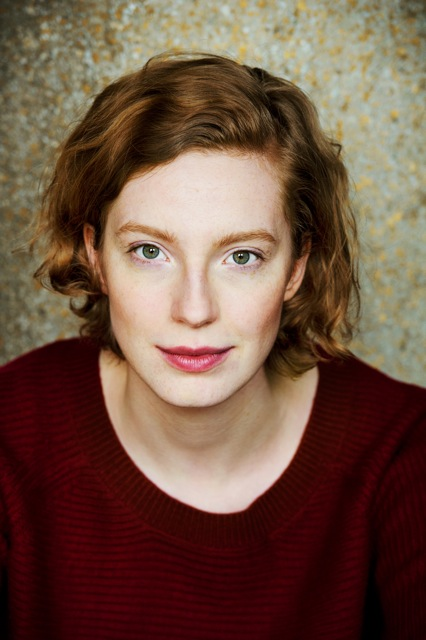
Luise Wolfram (2017)

Luise Wolfram (* 27. Juli 1987 in Apolda) ist eine deutsche Schauspielerin.

## Leben
Luise Wolfram wuchs in Jena auf und besuchte einen Waldorfkindergarten.  Von 2002 bis 2005 war sie Mitglied in der Theatergruppe der Musik- und Kunstschule Jena. 2006 bestand sie das Abitur am Christlichen Gymnasium Jena.
Von 2006 bis 2010 studierte Luise Wolfram an der staatlichen Hochschule für Schauspielkunst „Ernst Busch“ Berlin. Ihre Abschlussaufführung Verführbarkeit auf beiden Seiten fand am bat-studiotheater unter der Regie von Matthias Günther statt. Nach ihrem Studienabschluss erhielt sie ein Angebot der Schaubühne am Lehniner Platz. Dort gehörte sie von 2010 bis 2015 zum festen Ensemble. Seit 2015 arbeitet sie freischaffend.
Wolfram lebt in Berlin. Ihre Tante ist die Schauspielerin Claudia Geisler-Bading.

## Theater
In ihrer ersten Inszenierung war sie als Brunhild in Die Nibelungen unter der Regie von Marius von Mayenburg zu sehen. Es folgten verschiedene Inszenierungen, wie z. B. Protect Me unter der Regie von Falk Richter (Choreographie: Anouk van Dijk). Die erneute Zusammenarbeit für For the disconnected Child war eine Kooperation mit der Staatsoper Berlin. In diesem Stück führte Richter Bühnenschauspiel, Tanz und Musik zusammen. Das Stück gewann 2014 den Friedrich-Luft-Preis. Außerdem arbeitete Wolfram mehrmals mit Michael Thalheimer zusammen, unter anderem in Tartuffe.
In Eugen Onegin war sie als Olga unter der Regie des lettischen Regisseurs Alvis Hermanis zu sehen. Er inszenierte 2012 Sommergäste von Maxim Gorki, darin übernahm Wolfram die Rolle der Julia Fillipowna. Des Weiteren kam es zu einer Zusammenarbeit mit Katie Mitchell, welche Fräulein Julie inszenierte, wo Wolfram die gleichnamige Titelrolle übernahm. Die Erfolgsinszenierung reist seit der Premiere durch alle Teile der Welt. Weitere Regisseure waren: Friederike Heller, Patrick Wengenroth, Volker Lösch, Minah Salehpur, Jan-Christoph Gockel und Jossi Wieler.
Mit den Produktionen der Schaubühne war Luise Wolfram auf vielen Gastspielen in verschiedenen Ländern. In Asien (Taipeh, Peking und Seoul) wurden die Stücke Fräulein Julie und Tartuffe gezeigt. In Moskau wurde 2013 Fräulein Julie mit dem Theaterpreis „Die goldene Maske“ ausgezeichnet und 2015 Tartuffe. Auch in Kanada und Brasilien sowie in Europa gastierte sie mit der Schaubühne in Paris, London, Madrid, Stockholm, Rennes und Ljubljana.

## Film
Luise Wolfram arbeitet neben ihrer Theaterarbeit auch für nationale und internationale TV- und Kinoproduktionen. Ihre erste Filmrolle spielte sie im Alter von sieben Jahren in Helke Misselwitz’ Kinofilm Engelchen. 2002 wirkte sie im Polizeiruf 110: Wandas letzter Gang unter der Regie von Bernd Böhlich mit. 2014–2015 drehte sie neben Lars Eidinger unter der Regie von Alexei Utschitel Mathilde – Liebe ändert alles, wo sie die Rolle der letzten russischen Zarin übernahm. Der Film hatte 2017 Premiere und wurde begleitet von Protesten in Russland, die sich gegen die Darstellung des Zaren richteten. Im gleichen Jahr verkörperte sie im Kinofilm Hanni & Nanni – Mehr als beste Freunde die Rolle der „Isabella von Knigge“.
Des Weiteren war sie in den Fernsehdramen und -reihen Aus der Kurve, Nie mehr wie immer, Der Kriminalist und Neben der Spur zu sehen. 2018 spielte sie neben Katharina Wackernagel die Assistentin der Verlegerin Aenne Burda in dem Zweiteiler Aenne Burda – Die Wirtschaftswunderfrau. 2019 verkörperte sie in der 2. Staffel der deutschen Fernsehserie Charité die Internistin Dr. Margot Sauerbruch. Im Bremer Tatort mit dem Ermittlerteam Lürsen und Stedefreund spielte Wolfram von 2016 bis 2019 die Rolle der BKA-Spezialistin Linda Selb. Seit 2021 bildet sie in derselben Rolle nach dem Ausstieg von Lürsen und Stedefreund gemeinsam mit Jasna Fritzi Bauer das neue Bremer Ermittler-Team. In der Mockumentary How to Tatort von 2020 spielte Wolfram sich selbst, wie sie mit ihren neuen Tatort-Team-Kollegen am Drehort in kuriose fiktive Begebenheiten gerät.

## Filmografie
- 1996: Engelchen
- 2002: Polizeiruf 110: Wandas letzter Gang (Fernsehreihe)
- 2012: Küstenwache (Fernsehserie, Folge Zerstörte Träume)
- 2013: Morden im Norden (Fernsehserie, Folge Schuss ins Blaue)
- 2014: Nie mehr wie immer
- 2015: Aus der Kurve
- 2015: Männer, Möpse & Motoren (Kurzfilm)
- 2015: Meine sind deine Kinder
- 2016: Schubert in Love
- 2016: Tatort: Der hundertste Affe (Fernsehreihe)
- 2016: Treffen sich zwei
- 2016: Tatort: Echolot
- 2017: Mathilde – Liebe ändert alles (Matilda)
- 2017: Neben der Spur – Dein Wille geschehe (Fernsehreihe)
- 2017: Hanni & Nanni – Mehr als beste Freunde
- 2017: Tatort: Nachtsicht
- 2017: Tatort: Zurück ins Licht
- 2017: Hingabe
- 2018: Aenne Burda – Die Wirtschaftswunderfrau
- 2019: Charité
- 2019: Tatort: Wo ist nur mein Schatz geblieben?
- 2019: Was wir wussten – Risiko Pille
- 2020: Kiss Me Kosher
- 2020: How to Tatort (ARD Mockumentary)
- 2020: Das Boot (Fernsehserie)
- 2021: Das Kindermädchen: Mission Kanada
- seit 2021: Tatort → siehe Moormann und Selb
- 2022: Das Boot (Fernsehserie, 3. Staffel)
- 2024: Das Märchen von der silbernen Brücke
- 2024: Die Bachmanns

## Hörspiele
- 2013: E. M. Cioran: Vom Nachteil, geboren zu sein – Regie: Kai Grehn (SWR)